# 氢化钙
氫化鈣是化學式為CaH2的無機化合物。通常为灰色粉末（高純度時為白色，但很少見），與水劇烈反應產生氫氣。因此CaH2可被用作干燥剂。
CaH2为盐类氫化物，其結構與鹽相似。鹼金屬和鹼土金屬的氢化物都是盐类氢化物。例如我們所熟知的氫化鈉，它會在NaCl晶格中結晶。这些氢化物具有更复杂的結構，它們在不反应的溶剂中均不溶解。CaH2會在PbCl2晶格中結晶。

## 性质
与水在常温下反应，生成氢氧化钙和氢气。CaH2+ 2H2O → Ca(OH)2+ 2H2↑
氢化钙具有强还原性，可使金属氧化物M、氯化物的金属M游离出来。
2CaH2+ M(金属)O2→ 2CaO + 2H2↑+ M（金属)
CaH2+2M(金属)Cl→CaCl2+2M(金属)+H2↑

## 乾燥劑
CaH2與水的化學反應可以下式表示：
CaH2  +  2 H2O  →  Ca(OH)2 +  2 H2↑
水解產生的兩種化合物，氢气和Ca(OH)2固體，非常容易以蒸餾、過濾或傾析与溶剂分離开。氫化鈣是非常溫和的乾燥劑，它比其他试剂如金属鈉或鈉鉀合金安全。氫化鈣常被用于乾燥鹼性物质，如胺和吡啶。它也被用來预处理即将被更强干燥剂干燥的溶剂的水分。

### 缺點
雖然 CaH2 非常方便且常常被選用為乾燥劑，但是它有一些缺點：
- 相較於 LiAlH4，它不溶於任何溶液，因此乾燥反應的速度很慢。
- 會與氯代烃產生非常劇烈的反應（LiAlH4也有這個缺點）。
- CaH2和Ca(OH)2在外觀上幾乎難以區別，CaH2 的樣品纯度很难从外观上加以判断。
- 鈣氫化合物不能去除溶解氧，因此它不能用来溶剂去氧。